# Paraclius simplex
Paraclius simplex är en tvåvingeart som beskrevs av Van Duzee 1929. Paraclius simplex ingår i släktet Paraclius och familjen styltflugor.
Artens utbredningsområde är Panama. Inga underarter finns listade i Catalogue of Life.